# 孫宇晨
孫宇晨（英語名：Justin Sun）は、青海省西寧市出身のグレナダ籍中国人起業家である。仮想通貨企業TRONの創設者で、火幣網のグローバルアドバイザーを務める。元グレナダ駐世界貿易機関大使（2021年12月-2022年6月）。

## 経歴
2007年北京大学中国語学部に入学、後に歴史学部に転部し首席で卒業。在学中には北京大学代表としてオランダハーグで模擬国連に参加した。
ペンシルベニア大学東アジア研究科で修士号を取得。2014年に鋭波(リーボ)社を創業しCEOに就任、中国におけるブロックチェーン技術の早期普及者の一人となった。
2016年、中国人民政治協商会議第14期広州市番禺区委員に就任。
2017年9月、TRONを創設。2018年1月、TRONの時価総額は100億ドルに急騰し、暗号通貨時価総額ランキングで世界トップ10入りを果たした。8月10日にはBlockChain.Orgドメインの買収に成功。
2019年、暗号通貨取引所Poloniexに出資し、TRC20-USDTステーブルコインや分散型金融分野で協業を展開。
2020年7月16日、Twitterビットコイン詐欺事件のハッカー逮捕のため100万ドルの懸賞金を公表。
2021年4月、ロンドンのクリスティーズでピカソの『首飾りをした横たわる裸婦』を2000万ドル、アンディ・ウォーホルの『三つの自画像』を200万ドルで落札。
2021年12月、グレナダ常駐世界貿易機関(WTO)代表・特命全権大使に任命され、翌年に退任。
2022年10月10日、火幣HTXのグローバルアドバイザーに就任。
2023年10月7日、孫のコレクションである『鼻』がパリで開催されたアルベルト・ジャコメッティ特別展に出展。
2024年、イタリア人アーティストマウリツィオ・カテランの作品『コメディアン』（バナナをテープで貼り付けた作品）を620万ドルで購入後、自ら食べて「他のバナナより美味しかった」と発言。サザビーズは支払い完了を確認した。